# Kayak polo en los Juegos Mundiales de 2022
El Kayak polo fue uno de los deportes en los que se compitió durante los Juegos Mundiales de 2002 en Birmingham.
Será la quinta ocasión que este deporte sea parte del programa, tanto en la rama varonil como en la femenil y las pruebas se disputarán en el natatorio del Birmingham CrossPlex.

## Clasificación
La Federación Internacional de Piragüismo buscaba que el Campeonato Mundial 2021 de Kayak Polo 2021 funcionara como un torneo de clasificación para los Juegos Mundiales, pero debido a la Pandemia de COVID-19 el Campeonato fue cancelado.
Como consecuencia la Federación tomó como referencia los resultados del Campeonato Mundial 2018 de Kayak Polo 2018, el más cercano a los Juegos, para extender invitaciones a las 7 selecciones por rama que acompañarán a Estados Unidos, país sede, a competir.

## Participantes
- República de China
- Francia
- Alemania
- Reino Unido
- Italia
- Países Bajos
- Nueva Zelanda
- Singapur
- España
- Estados Unidos

## Medallero
| Evento    | Oro      | Plata    | Bronce        |
| --------- | -------- | -------- | ------------- |
| Masculino | Alemania | Francia  | España        |
| Femenino  | Francia  | Alemania | Nueva Zelanda |